# Комиссаров, Никита
Никита Комиссаров (эст. Nikita Komissarov; род. 25 апреля 2000, Таллин) — эстонский футболист, полузащитник.

## Биография
Воспитанник клуба «Легион» (Таллин), занимался футболом с пяти лет, тренеры — Олег Комиссаров, Артём Калинин, Владимир Чистяков, Андрей Крейда, Игорь Гарматюк, Денис Белов, Азат Зиязов. В 2016 году дебютировал на взрослом уровне за старшую команду «Легиона», провёл в её составе два сезона в четвёртом дивизионе Эстонии и в 2017 году стал победителем турнира. В начале 2018 года перешёл в таллинскую «Флору», где в течение полутора сезонов играл за резервную команду в первой лиге и был её капитаном. Летом 2019 года был отдан в полугодичную аренду в «Курессааре». В составе островного клуба дебютировал в высшей лиге Эстонии 21 июля 2019 года в матче против «Левадии», заменив на 60-й минуте Мяртена Оппа. В дальнейшем стал игроком стартового состава «Курессааре», сыграв за полгода 16 матчей. В 2020 году перешёл в «Тулевик» (Вильянди), где в течение двух лет был основным игроком.
В 2022 году перешёл в столичный «Нымме Калью», подписав трёхлетний контракт. Финалист Кубка Эстонии 2021/22. К концу сезона 2022 года достиг отметки в 100 матчей в высшей лиге.
Выступал за сборные Эстонии младших возрастов, провёл более 20 матчей.